# Boiga multifasciata
Boiga multifasciata е вид змия от семейство Смокообразни (Colubridae).

## Разпространение
Видът е разпространен в Бутан, Индия и Непал.